# 小行星4632
小行星4632（英語：4632 Udagawa）是一颗围绕太阳公转的小行星。1987年12月17日，小島卓雄在千代田发现了此天体。
这颗小行星的绝对星等为315.7984102180628等。